# Museo Arqueológico de Nemea
El Museo Arqueológico de Nemea es uno de los museos de Grecia. Se encuentra ubicado en el yacimiento arqueológico de Nemea, en el norte del Peloponeso. El edificio fue construido a cargo de la Universidad de California en Berkeley, donado a Grecia e inaugurado en 1984.

## Colecciones
Una sección de la colección expone objetos del periodo neolítico de Tsungiza y otros objetos prehistóricos del área de Nemea que incluyen cerámica, herramientas y hojas de obsidiana; por otra parte se exponen las piezas pertenecientes al periodo micénico, entre las que destacan los recipientes de cerámica y las joyas halladas en la necrópolis de Aidonia y en el asentamiento de Agia Irini. 
También hay unos pocos objetos de los periodos posteriores a la Edad Oscura y anteriores al establecimiento de los Juegos Nemeos, una época de escasa actividad en la zona.
Otra importante sección se centra en diversos aspectos relacionados con los Juegos Nemeos que incluyen objetos relacionados con los mitos como estatuillas y ofrendas del templo de Zeus, estatuas de atletas victoriosos y equipamiento atlético. 
El museo también alberga en sus colecciones diversos elementos arquitectónicos del templo de Zeus y de otros edificios, objetos relacionados con actividades tales como la escultura y la construcción, inscripciones de lugares como Nemea, Fliunte y Petrí, cerámica de las épocas romana y medieval y objetos relacionados con los primitivos cristianos. También hay una destacada colección de monedas de diversas épocas y lugares. Además, se exponen obras relacionadas con Nemea realizadas por viajeros de los siglos XVIII y XIX.

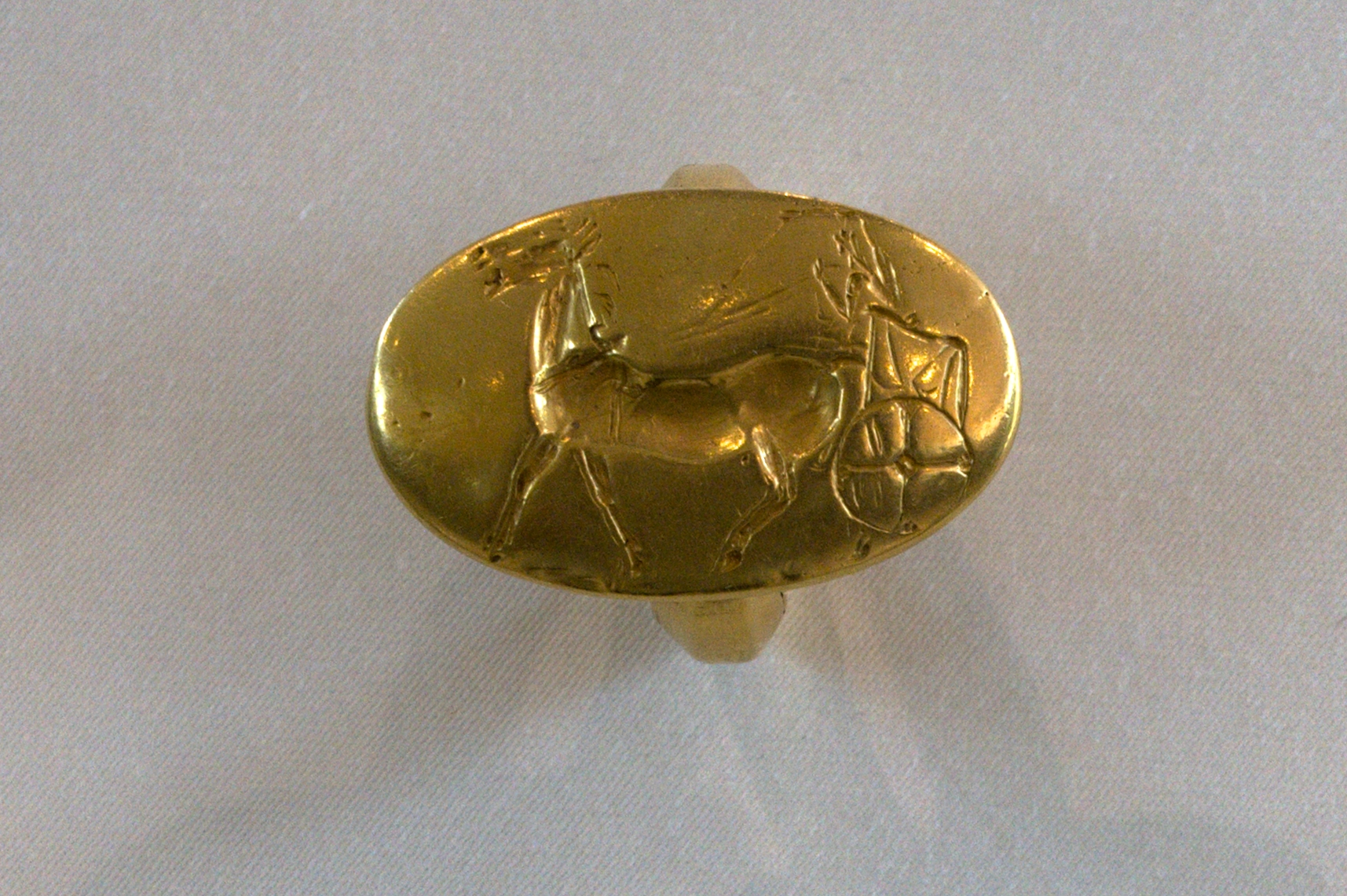
Anillo-sello minoico procedente de la necrópolis de Aidonia.

Entre las piezas figura el ajuar funerario de una de las tumbas de Aidonia, que había sido saqueado en época reciente, conocido como el «tesoro de Aidonia» y contiene sellos de oro, anillos y otras joyas. Fue devuelto a Grecia en 1996 y desde entonces se expone en el museo.

|                                                               |
| Figurilla femenina hallada en Fliunte (hacia 4500-3200 a. C.) |

|                                                                      |
| Anillos de oro procedentes de Aidonia, de la Edad del Bronce tardía. |

|                                                                     |
| Figurillas de terracota micénicas (hacia los siglos XIV-XIII a. C.) |

|                                                                                           |
| Estatuilla masculina de terracota que posiblemente representa a Ofeltes (hacia 500 a. C.) |